# چشمه‌خانی (بخش مرکزی دلفان)
چشمه‌خانی یک منطقهٔ مسکونی در ایران است که در دهستان نورآباد (دلفان) واقع شده‌است. چشمه‌خانی ۳۴۷ نفر جمعیت دارد.